# مرتضی خراسانی
مرتضی خراسانی (زاده ۵ خرداد ۱۳۷۶ در شهر ری) بازیکن فوتبال اهل ایران است.

## دوران باشگاهی

### شهرخودرو
وی نخستین بازی خود در لیگ برتر را برای شهر خودرو در فصل ۹۹–۱۳۹۸ و در برابر پیکان انجام داد.

### ذوب آهن اصفهان
وی پس از گذراندن یک فصل خوب در لیگ یک وبادران به ذوب آهن پیوست و شاگرد مهدی تار تار شد